# The Legend of the 7 Golden Vampires
The Legend of the 7 Golden Vampires is een Britse film uit 1974, geproduceerd door Hammer Film Productions. De film combineert elementen van Hammer’s klassieke horrorfilms met die van een martialartsfilm. Hoofdrollen werden vertolkt door Peter Cushing, David Chiang en Julie Ege.

## Verhaal
Professor Van Helsing geeft in 1904 aan een Chongqingse universiteit een lezing over de legende van een Chinese vampier. Hij vertelt over een afgelegen dorpje dat al jaren door vampiers wordt geteisterd. Na de lezing vertelt een student hem dat de legende waar is. Hij weet tevens de locatie van het dorp. Hij vraagt de professor met hem mee te komen naar het dorp om de vampiers te vernietigen.
Van Helsing stemt toe en gaat samen met zijn zoon, de student, en diens in kung-fu gespecialiseerde broers op weg. De reis wordt gefinancierd door een rijke weduwe. In het dorp treffen ze de vampiers aan, die ook wel bekendstaan als de zeven gouden vampiers (zo genoemd vanwege hun gouden maskers). Deze vampiers blijken al snel onder leiding te staan van niemand minder dan graaf Dracula, die zich voordoet als een gestoorde monnik.

## Rolverdeling
| Acteur                | Personage             | Opmerkingen         |
| --------------------- | --------------------- | ------------------- |
| Peter Cushing         | Professor Van Helsing |                     |
| David Chiang          | Hsi Ching             | Kungfu-specialist   |
| Julie Ege             | Vanessa Buren         |                     |
| Robin Stewart         | Leyland Van Helsing   |                     |
| John Forbes-Robertson | Graaf Dracula         |                     |
| Robert Hanna          | Britse consul         |                     |
| Chan Shen             | Hogepriester Kah      |                     |
| Shih Szu              | Mai Kwei              | Messenspecialiste   |
| James Ma              | Hsi Ta                | Bijlenspecialist    |
| Liu Chia Yung         | Hsi Kwei              | Meesterboogschutter |
| Fong Lah Ann          | Hsi Sung              | Zwaardspecialist    |
| Chen Tien Loong       | Hsi San               | Zwaardspecialist    |
| Chia Yung Liu         | Hsi Ba Kwei           | Speerspecialist     |

## Productie
De film werd gemaakt toen de glorietijd van Hammers horrorfilms ten einde liep en het bedrijf overstapte op andere filmgenres. De film werd gemaakt in samenwerking met Hongkongs Shaw Studio.
Zowel Roy Ward Baker, een Britse regisseur, als Chang Cheh, een regisseur uit Hongkong, werkten aan de film, maar alleen Baker staat op de aftiteling vermeld.
De film werd onder verschillende titels uitgebracht, waaronder The Seven Brothers Meet Dracula en Dracula and the Seven Golden Vampires. De film wordt vaak gezien als een voorloper van het ghost kung fu comedy-genre van Sammo Hung.